# Ajjar bolgár kán
Ajjar bolgár kán (bolgárul: Айяр) a megkérdőjelezhető hitelességű 17. századi volgai bolgár Dzsagfar tarihi forrás által megnevezett egyik bolgár uralkodó, aki a feljegyzések szerint Tervelt követte a trónon.
Más források egyáltalán említést sem tesznek Ajjaról, de a Bolgár kánok nevei utal két olyan bejegyzésre Tervel és Szevar között, mely az idők folyamán eltűnt. Közülük a második a bizánci források által Kormeszioszként emlegetett Kormeszij. A Dzsagfar tarihi szerint Ajjar Tarvil (talán Tervel) testvére és örököse volt. Bár ezt az állítást más forrásból nem lehet alátámasztani, pont beleillik aközé a két név közé időben, mely a Nevezékjegyzékből hiányzik. A Moszko Moszkov által felállított kronológia alapján Ajjar 715-ben uralkodhatott.

## Fordítás
- Ez a szócikk részben vagy egészben  az   Ajjar of Bulgaria című angol Wikipédia-szócikk ezen változatának fordításán alapul.  Az eredeti cikk szerkesztőit annak laptörténete sorolja fel. Ez a jelzés csupán a megfogalmazás eredetét és a szerzői jogokat jelzi, nem szolgál a cikkben szereplő információk forrásmegjelöléseként.